# Erysiptila
Erysiptila là một chi bướm đêm thuộc họ Ethmiidae.